# 9096 Tamotsu
9096 Tamotsu este un asteroid din centura principală de asteroizi.

## Descriere
9096 Tamotsu este un asteroid din centura principală de asteroizi. A fost descoperit pe 15 decembrie 1995 la Ōizumi de Takao Kobayashi. El prezintă o orbită caracterizată de o semiaxă mare de 3,17 ua, o excentricitate de 0,02 și o înclinație de 6,9° în raport cu ecliptica.